# Johannes Schöner
Johannes Schöner (Johann Schönner, Johann Schoener, Jean Schönner, Joan Schoenerus), (16. ledna 1477, Karlstadt am Main, – 16. ledna 1547, Norimberk) byl proslulý a uznávaný německý polyhistor. Nejlépe ho možná charakterizuje latinský výraz 16. století „mathematicus“, protože studijní oblasti, kterým zasvětil svůj život, se velmi lišily od oblastí, které jsou nyní považovány za doménu matematika. Byl knězem, astronomem, astrologem, geografem, kosmografem, kartografem, matematikem, tiskařem map zeměkoule a výrobcem vědeckých nástrojů. Byl také redaktorem a vydavatelem vědeckých prací. Ve své době se těšil celoevropské pověsti inovativního a vlivného tiskaře map, výrobce globusů, kosmografa a jednoho z předních a nejuznávanějších astrologů na kontinentu. Dnes je připomínán jako vlivný průkopník v dějinách výroby globusů a jako muž, který sehrál významnou roli v událostech, které vedly k vydání Koperníkova díla De revolutionibus orbium coelestium v Norimberku v roce 1543.

## Životopis
Po roce 1506 o něm neexistují žádné informace a až do roku 1515 existují pouze nepřímé stopy Schönerovy existence ve finančních záznamech biskupství a v korespondenci Lorenza Beheima (? 1457 - 1521), který po se po 24 letech strávených v Římě jako komorník papeže Alexandra IV. vrátil v roce 1505 do Bambergu jako kanovník katedrály.
V roce 1526 se Schöner stal v Norimberku prvním profesorem matematiky na nově založeném gymnáziu "Aegidianum", místo zastával ještě v roce 1546, tedy rok před svou smrtí. Současně konvertoval k protestantismu a oženil se.
Již v Bambergu vlastnil vlastní tiskařskou společnost a publikoval mnoho map a zobrazení zemských hemisfér. Úplně první tištěná mapa oblohy byla vytištěna v jeho dílně v roce 1515. Další vytiskl v roce 1520. Schöner rovněž poskytl Koperníkovi dosud nepublikovaná data pozorování Merkuru, celkem 45 pozorování, z toho 14 s délkou a šířkou. Koperník použil tři z nich ve svém De revolutionibus'.
V roce 1538 Georg Joachim Rheticus, mladý profesor matematiky ve Wittenbergu a bývalý Koperníkův asistent zůstal nějaký čas u Schönera, který ho přesvědčil, aby navštívil Mikuláše Koperníka ve Fromborku (něm. Frauenburg). V roce 1540 věnoval Rheticus Schönerovi první publikovanou zprávu o Koperníkově práci Narratio prima, aby otestoval reakce katolické církve. Protože církev neprotestovala, Koperník nakonec souhlasil s vydáním svého hlavního díla a Rheticus připravil jeho rukopis k tisku. V Norimberku vydal Schöner v roce 1544 astronomická pozorování matematika Johannese Müllera von Königsberga, známého pod jménem Regiomontanus.
Na jeho počest je pojmenován kráter na Marsu.

## Galerie

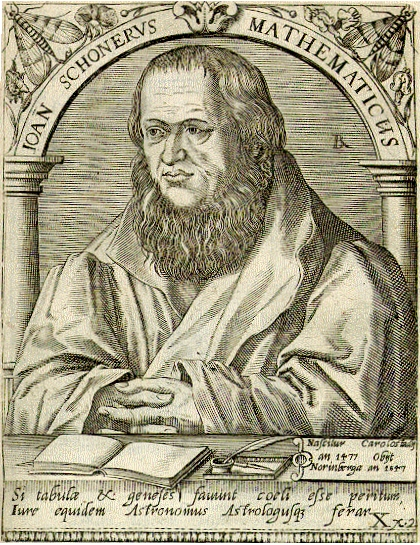
Johannes Schöner, astronom, matematik, kartograf
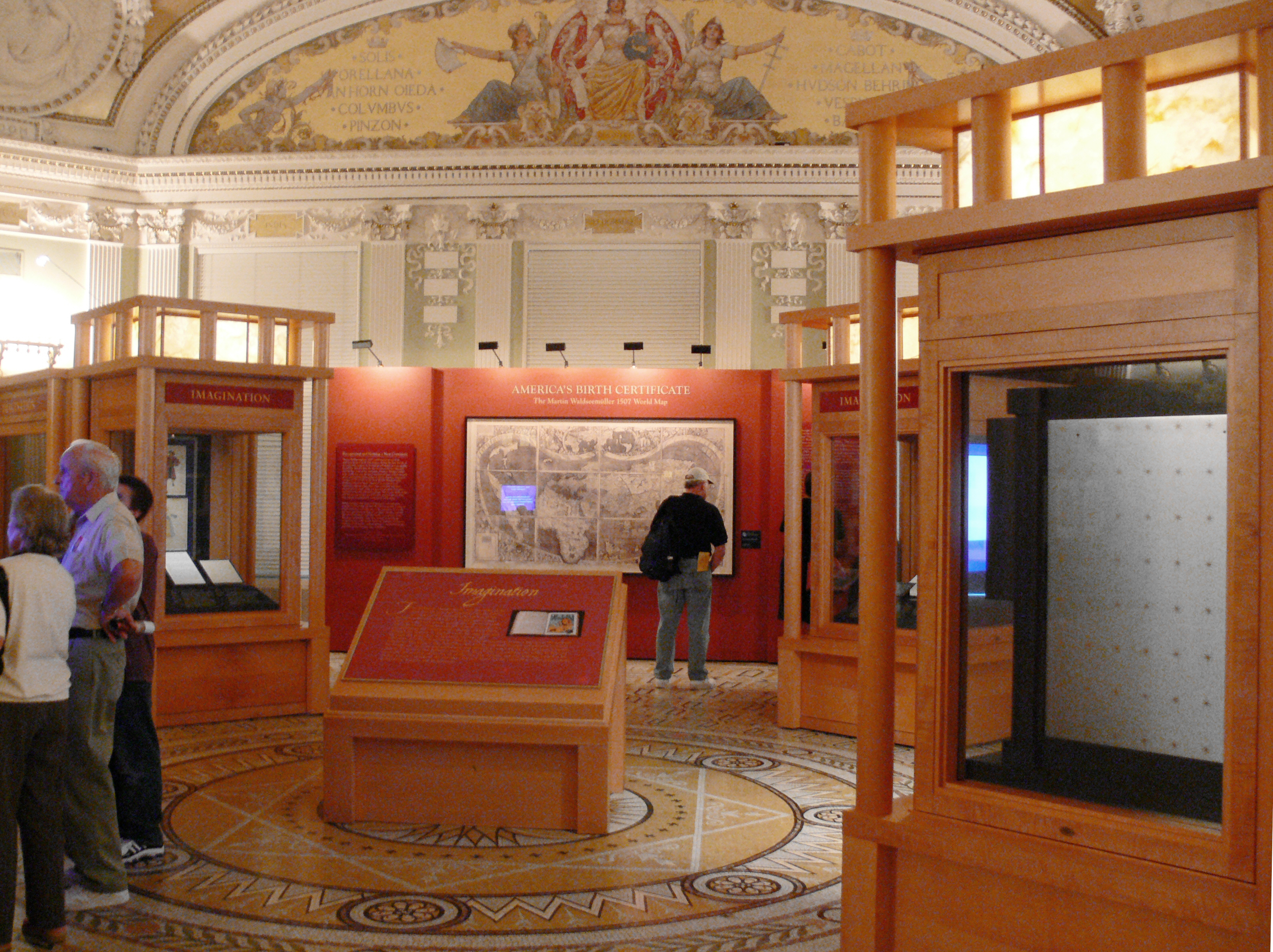
Kopie Schönerovy mapy v Knihovně Kongresu, Washington
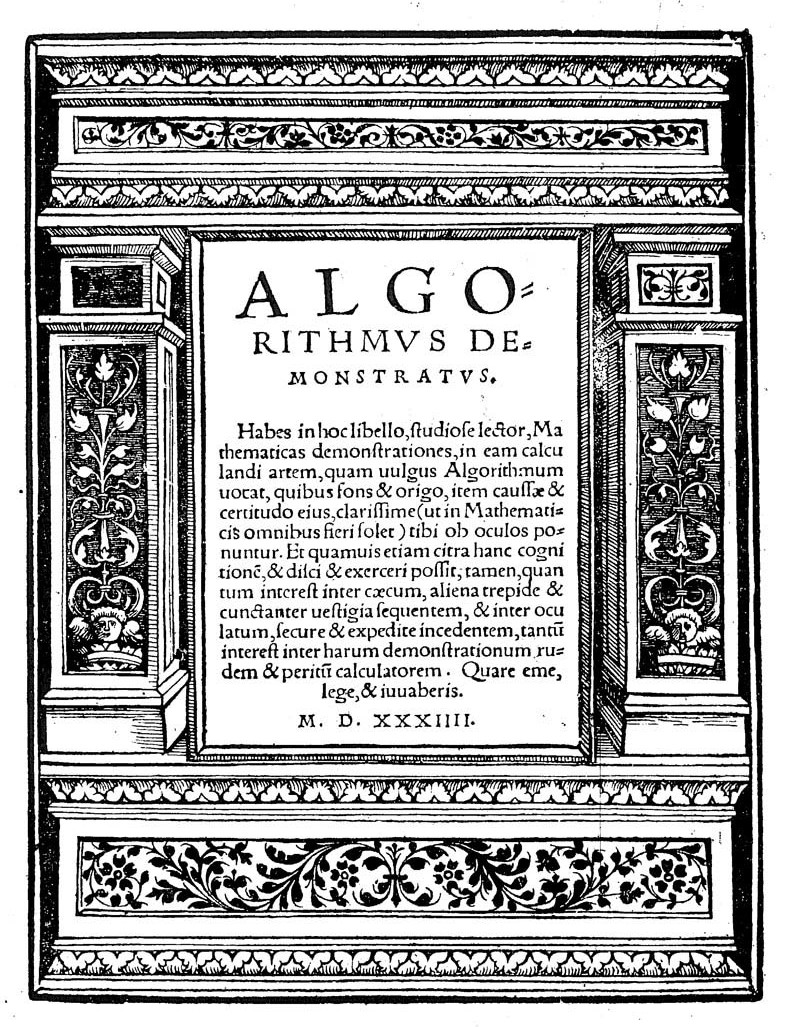
Schöner - Algorithmus demonstratus, rok 1534
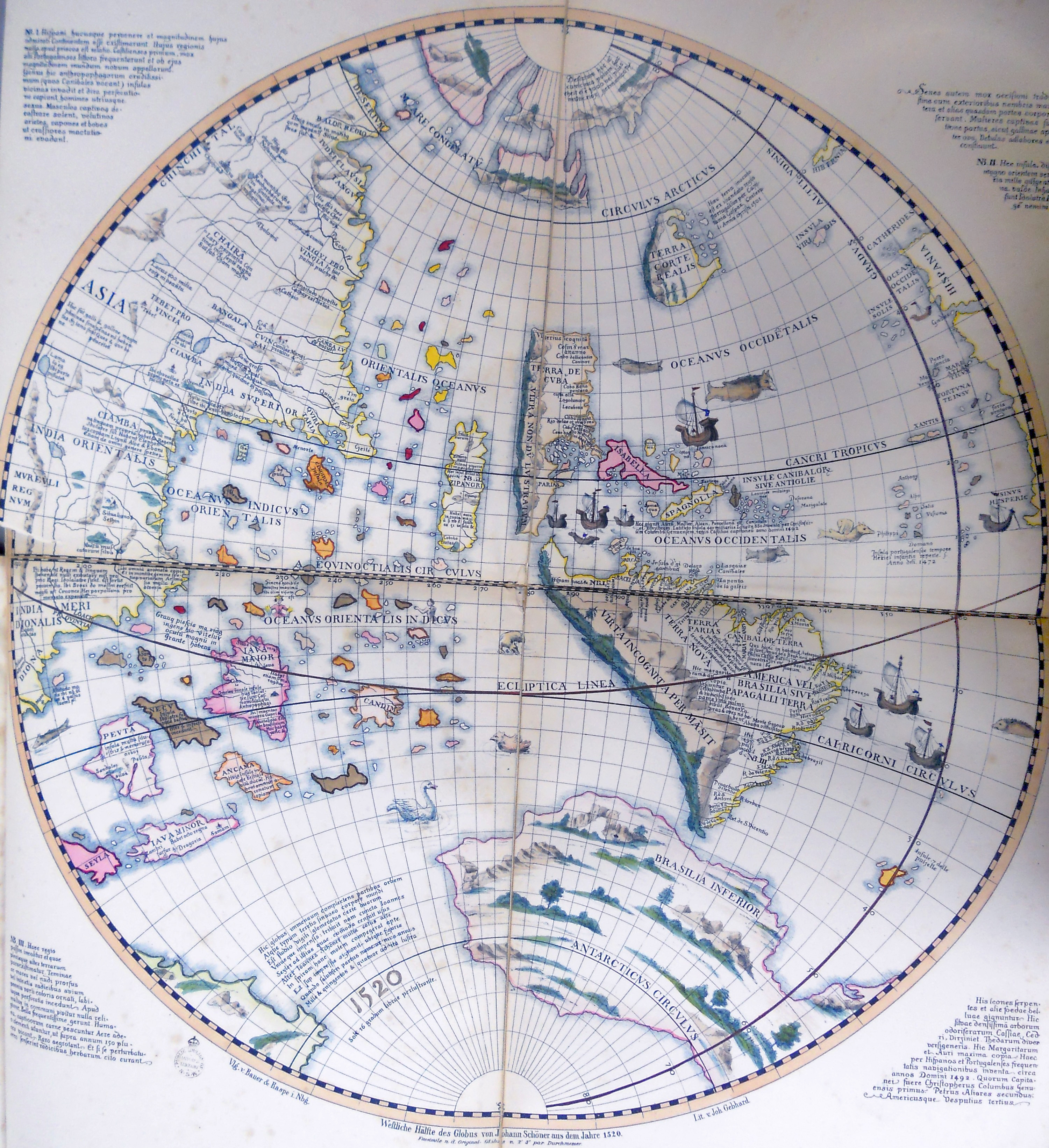
Schönerova mapa západní polokoule, rok 1520